# Melty Blood: Type Lumina
Melty Blood: Type Lumina es un videojuego de lucha 2D desarrollado por French-Bread y distribuido por Lasengle, la división de videojuegos de Aniplex que le pertenecía originalmente a Delightworks. Es la quinta entrega en la serie de videojuegos Melty Blood. El juego fue lanzado a nivel mundial el 30 de septiembre de 2021 para PlayStation 4, Xbox One, Windows y Nintendo Switch.

## Jugabilidad
La mayoría de los sistemas de jugabilidad fueron traídos de juegos previos de Melty Blood, excepto por el medidor de guardia y los Moon Styles.
Estas nuevas mecánicas son:
- Rapid Beat: secuencias de combo automático que son ejecutadas pulsando el botón de ataque repetidas veces. Sin embargo, una vez que se haya pulsado el mismo botón mientras se usa esta mecánica, la cadena de golpes terminará inmediatamente con un gancho en el suelo, y con un lanzamiento aéreo en el aire. Los Reverse Beats no pueden ser realizados durante un Rapid Beat.

Desde agosto de 2022, se puede configurar para que los Rapid Beat empiecen al pulsar los botones A y B simultáneamente. La opción de apagarlo para los ataques aéreos (o incluso enteramente) también fue añadida. Sin embargo, la función original de Rapid Beat todavía es requerida en el modo misión.
- Nuevo Moon System: en lugar de Moon Styles que funcionan como variaciones de un solo personaje, aparecerá un Moon Icon. Este medidor es utilizado para las siguientes técnicas:
  - Moon Skills: movimientos especiales muy poderosos que pueden ser desatados consumiendo los Moon Icons que aparecen al lado de la barra de vida. Estos infligirán un daño mayor que los movimientos especiales regulares, y son más fáciles de activar con controles simples usando combinaciones de direcciones con botones de ataques.
  - Moon Drive: un potenciador que puede activarse usando todos los Moon Icons en cualquier momento con más de una mitad llena. Fortalecerá temporalmente la Moon Skill, incrementando el Magic Circuit o el número de saltos/corridas aéreas posibles, y proporcionando varios efectos adicionales.

Además, la mecánica del Last Arc ha sido actualizada y recibió un método alternativo para activarse. En lugar de requerir de forma estricta un EX Shield exitoso durante Blood Heat, el Last Arc ahora puede usarse como un movimiento independiente, similar a la mecánica de Infinite Worth EXS de Under Night In-Birth. Sin embargo, esto solo puede realizarse una vez luego de perder una ronda previa y requerirá de cuatro barras de Magic Circuit, una desaparecerá permanentemente si el Last Arc es exitoso.
El juego admite código de red rollback, pero no admite juego en línea cruzado entre distintas plataformas.

## Trama
El juego está ambientado en 2014, en la nueva continuidad establecida por Tsukihime -A piece of blue glass moon-, diez días antes de los eventos de la novela visual, a diferencia de las entregas pasadas en la serie de Melty Blood ambientadas en 2001, un año después de una ruta hipotética Satsuki Yumizuka del Tsukihime original, y un mes después de Kagetsu Tohya. Algunos de los argumentos de los personajes toman lugar alternativamente durante los juegos remake de Tsukihime -A piece of blue glass moon- y el próximo -The other side of red garden-.
A diferencia del primer juego de la serie, Type Lumina no tiene una historia global con un único punto de vista; en su lugar, cada personaje tiene su propio modo historia que consiste en varios niveles, con encuentros seleccionados acompañados por conversaciones presentadas en un estilo de novela visual, y una secuencia de cierre. Una historia de tipo boss rush protagonizada por Miyako y escrita por Kinoko Nasu se desbloqueará luego de completar todos los escenarios individuales.
Escenarios adicionales para Arcueid y Ciel, escritos por acpi basados en el borrador de Nasu, y una segunda historia boss rush enfocada en Noel, fueron añadidos después del lanzamiento. Las cinemáticas también fueron actualizadas, ahora mostrando sprites de personajes dinámicos además de sus retratos, dándole al modo arcade una presentación más cercana a los juegos previos de Melty Blood.
También dispone de un argumento crossover entre Tsukihime y los universos de Fate, incluidos en el tercer y cuarto capítulo boss rush, con Neco-Arc como su antagonista. En este último, una silueta de la heroína principal de Kagetsu Tohya, Len, aparece brevemente después de los créditos.

## Personajes
El juego dispone de 14 luchadores en su elenco inicial. Ocho personajes fueron añadidos posteriormente como contenido descargable gratuito, para un total de 22.
Elenco de lanzamiento
- Shiki Tohno (con la voz de: Ryosuke Kanemoto)
- Arcueid Brunestud (con la voz de: Ikumi Hasegawa)
- Red Arcueid (con la voz de: Ikumi Hasegawa)[11]
- Ciel (con la voz de: Kaede Hondo)[12]
- Akiha Tohno (con la voz de: Shino Shimoji)
- Hisui (con la voz de: Kana Ichinose)[13]
- Kohaku (con la voz de: Yūki Kuwahara)[14]
- Hisui y Kohaku (con la voz de: Kana Ichinose y Yūki Kuwahara)[15]
- Noel (con la voz de: Ai Kayano)[16]
- Vlov Arkhangel (con la voz de: Kenjiro Tsuda)[17]
- Michael Roa Valdamjong (con la voz de: Yohei Akazami)[18]
- Kouma Kishima (con la voz de: Daiki Hamano)[19]
- Miyako Arima (con la voz de: Hisako Kanemoto)[20]
- Saber (con la voz de: Ayako Kawasumi)[21]

Contenido descargable
- Dead Apostle Noel (con la voz de: Ai Kayano)
- Aoko Aozaki (con la voz de: Haruka Tomatsu)
- Powered Ciel (con la voz de: Kaede Hondo)
- Mario Gallo Bestino (con la voz de: Ayane Sakura)
- Neco-Arc (con la voz de: Ikumi Hasegawa)
- Mash Kyrielight (con la voz de: Rie Takahashi)
- Ushiwakamaru (con la voz de: Saori Hayami)
- The Count of Monte Cristo (con la voz de: Nobunaga Shimazaki)

## Desarrollo
En 2010, Melty Blood: Type Lumina fue planeado originalmente como un remake sin título de Melty Blood. Sin embargo, el desarrollo se pausó cuando Type-Moon comenzó a trabajar en la novela visual Witch on the Holy Night. Esto llevó a que French-Bread comenzara con Under Night In-Birth en 2011, donde la heroína principal del Melty Blood original, Sion Eltnam Atlasia, aparece como personaje invitado.
Una década después, Type-Moon y French-Bread colaboraron nuevamente para continuar el desarrollo de «Melty Blood HD» y reinicio de la serie con Type Lumina, un juego de peleas que toma lugar en el mismo entorno que el remake de 2021 de Tsukihime. A medida que el remake hacía cambios a la historia original, entorno y personajes, algunos luchadores que aparecieron por última vez en juegos pasados de Melty Blood, más notablemente Sion, no han regresado. El elenco reducido permitió a los desarrolladores incluir más líneas de voz e interacciones únicas entre los distintos combatientes, inspirándose principalmente en el juego Granblue Fantasy Versus desarrollado por Arc System Works y Cygames. Hecho desde cero, el juego admite gráficos 2D de alta definición y dispone de un sistema de lucha actualizado.
El 25 de marzo de 2021, Melty Blood: Type Lumina, desarrollado por French-Bread y producido por Project Lumina, una entidad que consiste de Type-Moon, Aniplex y Delightworks, fue anunciado para un lanzamiento a nivel mundial en 2021 para las consolas Nintendo Switch, PlayStation 4 y Xbox One. El 23 de junio de 2021, se anunció por medio de la emisión Type-Moon Vol. 3 que una versión de Microsoft Windows sería lanzada a través de Steam junto a las consolas, al igual que la fecha de lanzamiento del juego, 30 de septiembre, y las ediciones estándar y deluxe. Originalmente durante Type-Moon Vol. 5, emitido el 24 de agosto de 2021, se dijo que el elenco jugable inicial sería de 13. Sin embargo, en Type-Moon Vol. 6, emitido el 29 de septiembre de 2021, se reveló un personaje jugable más, Altria Pendragon (en su variante original de clase Saber), un personaje invitado de la serie Fate de Type-Moon.
Raito, el compositor de los juegos previos de Melty Blood, ha regresado para crear la música de Type Lumina. El tema de apertura Stack Black interpretado por Hiyori Miyamoto fue escrito, compuesto y arreglado por Kegani de Live Lab, quien también escribió las aperturas de Tsukihime -A piece of blue glass moon-. Los temas de clausura Blue-Teared Moon y Bloodlust Lullaby fueron compuestos por Raito con letras de RyoRca, Blue-Teared Moon fue interpretado por Reina Nagao mientras que Bloodlust Lullaby fue interpretado por el mismo Raito.

### Soporte poslanzamiento
El 30 de octubre de 2021, un mes después del lanzamiento del juego, se anunció que se estaba trabajando en personajes DLC y sus escenarios asociados, y que serían lanzados de forma gratuita, excepto por sus voces como locutores. En un principio, los personajes nuevos debían ser descargados en las tiendas en línea. Sin embargo, desde agosto de 2022, todos los personajes DLC se encuentran inmediatamente disponibles como parte del último parche de actualización.
El primer personaje DLC, una versión vampiresa de tipo Dead Apostle de Noel, fue revelado el 22 de diciembre de 2021. Durante el especial de TV de año nuevo de Fate Project a finales del 2021, Aoko Aozaki fue anunciada para su regreso como segundo personaje DLC para promover la adaptación a película y los ports de consola de la precuela de Tsukihime, Witch on the Holy Night. Ambos personajes fueron lanzados el 13 de enero de 2022.
El siguiente par de personajes DLC fue anunciado luego del primer torneo oficial el 10 de abril de 2022, organizado por Type-Moon y French-Bread. Una versión potenciada de Ciel (quien también es parte de ciertos ataques de la Ciel regular) y un personaje nuevo exclusivo del remake, Mario Gallo Bestino, fueron lanzados el 14 de abril de 2022. Todos los personajes también recibieron cinco paletas de color adicionales.
Luego del segundo torneo oficial el 26 de junio de 2022, organizado por Type-Moon y French-Bread, se anunciaron más actualizaciones para el juego, incluyendo cuatro personajes más que se lanzarían de a pares en el segundo y el último cuarto de 2022, respectivamente.
El 31 de julio de 2022, se anunció que Neco-Arc, el pilar de la serie que no había sido jugable en el lanzamiento inicial del juego, regresaría como un luchador jugable, acompañado por otro personaje invitado de Fate, Mash Kyrielight, a cambio de la inclusión de la variante Archetype=Earth de Arcueid en el juego gacha RPG de móviles Fate/Grand Order. Ambos personajes fueron lanzados el 19 de agosto de 2022 como parte de una actualización mayor que trajo varios cambios de jugabilidad y balance al juego. Además, el modo historia fue actualizado con escenarios nuevos y una «dirección mejorada» en las cinemáticas.
Durante el tercer torneo oficial se anunció que dos personajes «inusuales» serían añadidos al juego en el último cuarto de 2022. Mientras tanto, una actualización de aniversario del 30 de septiembre de 2022 añadió sistemas de personalización de colores, menús de selección de escenario, y diez pistas musicales remasterizadas de Melty Blood Actress Again. Además, se incluyeron ítems cosméticos basados en Type Lumina en Phantasy Star Online 2: New Genesis.
El 11 de diciembre de 2022, los personajes «inusuales» fueron revelados como otros sirvientes de Fate/Grand Order, la clase Rider Ushiwakamaru y la clase Avenger Edmond Dantès (llamado The Count of Monte Cristo). Ambos fueron lanzados el 15 de diciembre de 2022 junto con sus escenarios, diez pistas remasterizadas de Actress Again, y el tercer y cuarto escenario boss rush. Como parte de la colaboración continua entre este juego y Grand Order, este último dispondrá de habilidades de cartas basadas en el primero.
A pesar de la adquisición de la rama de videojuegos Aniplex bajo el nombre «Lasengle», no afecta a la producción de los DLC de Type Lumina.

## Recepción
El juego ha recibido reseñas abrumadoramente positivas. La revista japonesa Gamer encontró al juego accesible gracias a sus mecánicas de combos y la introducción del sistema Rapid Beat, y se lo recomendó a los jugadores que desearan disfrutar más la historia de Tsukihime -A piece of blue glass moon-, incluso si no juegan videojuegos de lucha. El crítico quedó sorprendido al notar que, incluso con la evolución de los sprites más grandes, aún retuvo la sensación de los títulos pasados. Gamer terminó su reseña diciendo que los sistemas nuevos y las innovaciones han creado una experiencia completamente nueva para la nueva era de Melty Blood.
En occidente, el juego no recibió suficientes reseñas para alcanzar un puntaje en el sitio web agregador de reseñas Metacritic. Noisy Pixel elogió la presentación del juego, señalando los menús responsivos, las animaciones «excelentes» y la música fantástica. También se aclamó a la jugabilidad por resultar accesible, al igual que más competitiva gracias a la introducción de mecánicas de alto nivel. Dándole al juego un puntaje de 9/10, resumieron que Type Lumina «es un juego de peleas increíblemente disfrutable con el que la pasarás bien jugando en línea, incluso en la Switch». Por el contrario, Inverse criticó el código de red del juego, considerando su implementación de rollback inferior a la de Guilty Gear Strive. A pesar de otros problemas percibidos, como el Shield bajo resultando muy poderoso, el analista disfrutó el juego a fondo, y dijo que resalta muchos de los puntos fuertes del género, a la vez que se establece como un buen punto de partida. Las opciones de movimiento profundas recibieron elogios especiales, llamando al resultado final un «sabor único que se siente como una mezcla entre Under Night In-Birth, Melty Blood clásico, Dengeki Bunko: Fighting Climax y Dragon Ball FighterZ». Inverse terminó su reseña llamando a Type Lumina «uno de los mejores juegos de peleas de estos años», dándole un puntaje de 9/10.
Por primera vez desde la inclusión de Melty Blood Actress Again en el evento principal de EVO 2010, Type Lumina fue incluido en el evento principal de EVO 2022. También fue anunciado como parte del escenario principal de EVO Japón 2023.
Durante los 25th Annual D.I.C.E. Awards, la Academy of Interactive Arts & Sciences nominó a Melty Blood al juego de peleas del año.

### Ventas
En Japón, durante su primera semana de ventas, Melty Blood: Type Lumina vendió 11.604 unidades en la Nintendo Switch y 18.833 unidades en la PlayStation 4, para un total de 30.437 unidades comerciales vendidas. Esto no incluye ventas por descarga.
El 14 de marzo de 2022, las ventas de Melty Blood: Type Lumina superaron las 270.000 unidades a nivel mundial. El 24 de septiembre de 2022, se anunció que las ventas mundiales del juego superaron las 330.000 unidades.